# خواف (ولایت)
خواف؛ یکی از ولایت‌های دوازده‌گانه ربع نیشابور در خراسان بزرگ؛ چند تن از اهالی علم ادب از این ولایت برخاسته‌اند. سلومک، سیراوند، سنگان و خرگرد از آبادی‌های معروف این ولایتند که از آنها در منابع تاریخی و جغرافیایی قدیم، یاد شده است. این ولایت را در جغرافیای امروز، بر شهرستان خواف در استان خراسان رضوی ایران و حدی از مناطق پیرامونی آن، مطابقت داده‌اند.

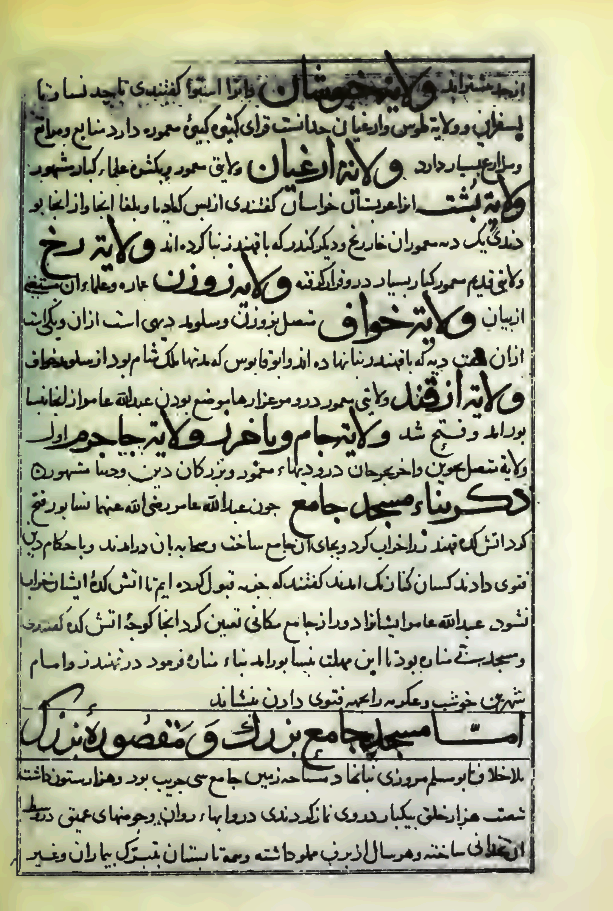
ولایت خواف در میان ولایت‌های ربع نیشابور در صفحه‌ای از نسخه خطی کتاب تاریخ نیشابور الحاکم.

## ولایت خواف
خواف، در کتاب تاریخ الحاکم و احسن‌التقاسیم مقدسی، در شمار ولایت‌های دوازده‌گانه نیشابور آمده است همچنین ابن‌رسته و احمد یعقوبی، خواف را از ولایت‌ها یا رستاق‌های نیشابور ضبط کرده‌اند. ابوعبدالله الحاکم، دربارهٔ خواف نوشته است: متصل به زوزن است و سلومد یکی از روستاهای آن است و در شمار هفت روستایی است که با قهندز (کهندژ) بنا نهاده‌اند. یاقوت حموی؛ خواف را قصبه بزرگی از توابع نیشابور در خراسان دانسته که از یک سوی به پوشنگ هرات پیوسته و از سوی دیگر به زوزن. شامل صد قریه، و در آن سه شهر است: سنجان، سیراوند و خرجرد. حمدالله مستوفی؛ از محصولات خواف، علاوه بر انگور و انار، به خربزه، انجیر و معدن آهن و روناس و ابریشم اشاره کرده است. از نوشته‌های حافظ ابرو چنین مشخص است که در این زمان (قرن نهم هجری)، مدت‌هاست که ولایت خواف، از اعمال نیشابور نبوده و در توابع دیوان هرات قرار گرفته است.

### شهر سلومد
ابوعبدالله حاکم، سلومد را از توابع ولایت خواف ذکر کرده و نوشته است: ابوقابوس، که مدت‌ها مَلِکِ شام بود، از سلومد خواف است. دهخدا، به نقل از حدود العالم، دربارهٔ این شهر، نوشته است: شهرکی است به خراسان، در حدود نیشابور، با کشت و برز و و از وی کرباس خیزد. امروزه سلامه و سلامی، خوانده می‌شود و از روستاهای آباد ناحیه خواف است. کوشکی قدیمی، حدود نیم قرن قبل از این، در آنجا از زیر خاک بیرون آموردند که به همت مالک آن، بازسازی و تکمیل شد.

## مشاهیر
در کتاب معجم البلدان، از دو تن از اهالی علم و ادب ولایت خواف، یاد شده است که از این جمله‌اند: ابومظفر احمد بن مظفر خوافی (فقیه شافعی؛ وفات به سال ۵۰۰ هجری در طوس) و ابوالحسن علی بن قاسم بن علی خوافی (ادیب و شاعر). همچنین در کتاب تاریخ الحاکم از ابوالحسن خوافی (علی بن قاسم بن علی نیشابوری؛ ادیب و شاعر) از بزرگان و عالمان منسوب به ولایت خواف یاد شده و محمدرضا شفیعی کدکنی در یادداشت‌هایش بر تاریخ نیشابور الحاکم، به نقل از تذکره دولتشاه سمرقندی؛ محمد مظفر، حاکم مقتدر فارس را، از مردم سلومد معرفی نموده است.

## پانوشت‌ها
1. 1 2 3  ابوعبدالله حاکم نیشابوری (۱۳۷۵)، تاریخ نیشابور، ترجمهٔ محمد بن حسین خلیفه نیشابوری، با مقدمه و تصحیح و تعلیقات محمدرضا شفیعی کدکنی، تهران: آگه، ص. ص ۲۱۶
2. ↑  محمد بن احمد مقدسی (۱۳۶۱)، احسن التقاسیم فی معرفة الاقالیم، ترجمهٔ علینقی منزوی، تهران: شرکت مؤلفان و مترجمان ایران، ص. ج۲، ص۴۳۶
3. ↑  دانشنامه جهان اسلام، تهران: بنیاد دائرةالمعارف اسلامی، ۱۳۹۰، ص. ج۱۶، ص۳۵۲
4. 1 2  شهاب‌الدین ابی عبدالله یاقوت حموی (۱۹۷۷)، معجم‌البلدان، بیروت: دارصادر، ص. ج۲، ص۳۹۹
5. ↑  حمدالله مستوفی (۱۹۱۵)، نزهةالقلوب، لیدن: گی لسترنج، ص. ص۱۵۴، ۲۰۲
6. ↑  عبدالله بن لطف‌الله حافظ ابرو (۱۹۸۲)، تاریخ حافظ ابرو، ویسبادن، ص. ج۲۳، ص۳۷
7. ↑  علی‌اکبر دهخدا (۱۳۷۷)، لغت‌نامه، تهران: انتشارات دانشگاه تهران، ص. ج۹، ص۱۳۷، ۳۹
8. ↑  ابوعبدالله حاکم نیشابوری (۱۳۷۵)، تاریخ نیشابور، ترجمهٔ محمد بن حسین خلیفه نیشابوری، با مقدمه و تصحیح و تعلیقات محمدرضا شفیعی کدکنی، تهران: آگه، ص. ص ۲۸۸
9. ↑  ابوعبدالله حاکم نیشابوری (۱۳۷۵)، تاریخ نیشابور، ترجمهٔ محمد بن حسین خلیفه نیشابوری، با مقدمه و تصحیح و تعلیقات محمدرضا شفیعی کدکنی، تهران: آگه، ص. ص ۱۴۰، ۲۸۸

## فهرست منابع
- «احسن‌التقاسیم فی معرفةالاقالیم»، تألیف ابوعبدالله محمد بن احمد مقدسی، ترجمه علینقی منزوی، تهران: شرکت مؤلفان و مترجمان ایران، ۱۳۶۱.
- «تاریخ حافظ ابرو»، تألیف عبدالله بن لطف‌الله المدعو بحافظ ابرو، تصحیح و مقدمه دوروتیا کرافولسکی، فیسبادن: ۱۹۸۲.
- «تاریخ نیشابور»، ابوعبدالله حاکم نیشابوری، ترجمه محمد بن حسین خلیفه نیشابوری، با مقدمه و تصحیح و تعلیقات محمدرضا شفیعی کدکنی، تهران: آگه، ۱۳۷۵.
- «دانشنامه جهان اسلام»، بنیاد دائرةالمعارف اسلامی، تهران: ۱۳۹۰.
- «لغت‌نامه»، علی‌اکبر دهخدا، انتشارات دانشگاه تهران، تهران: ۱۳۷۷.
- «معجم‌البلدان»، شهاب‌الدین ابی‌عبدالله یاقوت بن عبدالله الحموی الرومی البغدادی، بیروت: دار صادر، ۱۹۷۷م.
- «نزهةالقلوب»، حمدالله مستوفی، گی لسترنج، لیدن: ۱۹۱۵م.